# Aglaojoppa tigris
Aglaojoppa tigris är en stekelart som beskrevs av Heinrich 1967. Aglaojoppa tigris ingår i släktet Aglaojoppa och familjen brokparasitsteklar. Inga underarter finns listade i Catalogue of Life.